# Plévenon
Plévenon (bretonisch Plevenon) ist eine französische Gemeinde mit 757 Einwohnern (Stand 1. Januar 2022) im Département Côtes-d’Armor in der Bretagne.

## Geographie
Plévenon liegt zwischen den beiden Großstädten Saint-Brieuc und Saint-Malo auf der Landzunge Cap Fréhel.
Bekannt sind die Klippen, die bis zu 70 Meter aus dem Meer herausragen. Hier findet man viele Touristen, die den Leuchtturm des Cap Fréhel besuchen, dessen Licht man bis nach Plévenon sehen kann. Auf dem Gebiet der Gemeinde liegt fünf Kilometer nordwestlich des Ortskerns das Fort La Latte.

## Geschichte
Anfang 1973 wurde die Gemeinde mit der Nachbargemeinde Pléherel unter dem gemeinsamen Namen Fréhel zusammengelegt. Anfang Oktober 2004 wurde die Gemeinde Plévenon wieder abgespalten, die „Restgemeinde“ Fréhel behielt ihren Namen. Das bekannte Cap Fréhel liegt nun auf dem Gemeindegebiet von Plévenon.
Die teilweise verfallene Allée couverte du Tertre de l’église liegt etwa 500 m vom Meer, nordwestlich von Plévenon.
| Jahr      | 1946 | 1954 | 1962 | 1968 | 2007 | 2016 |
| Einwohner | 906  | 838  | 843  | 765  | 685  | 799  |

## Kirche Saint-Pierre

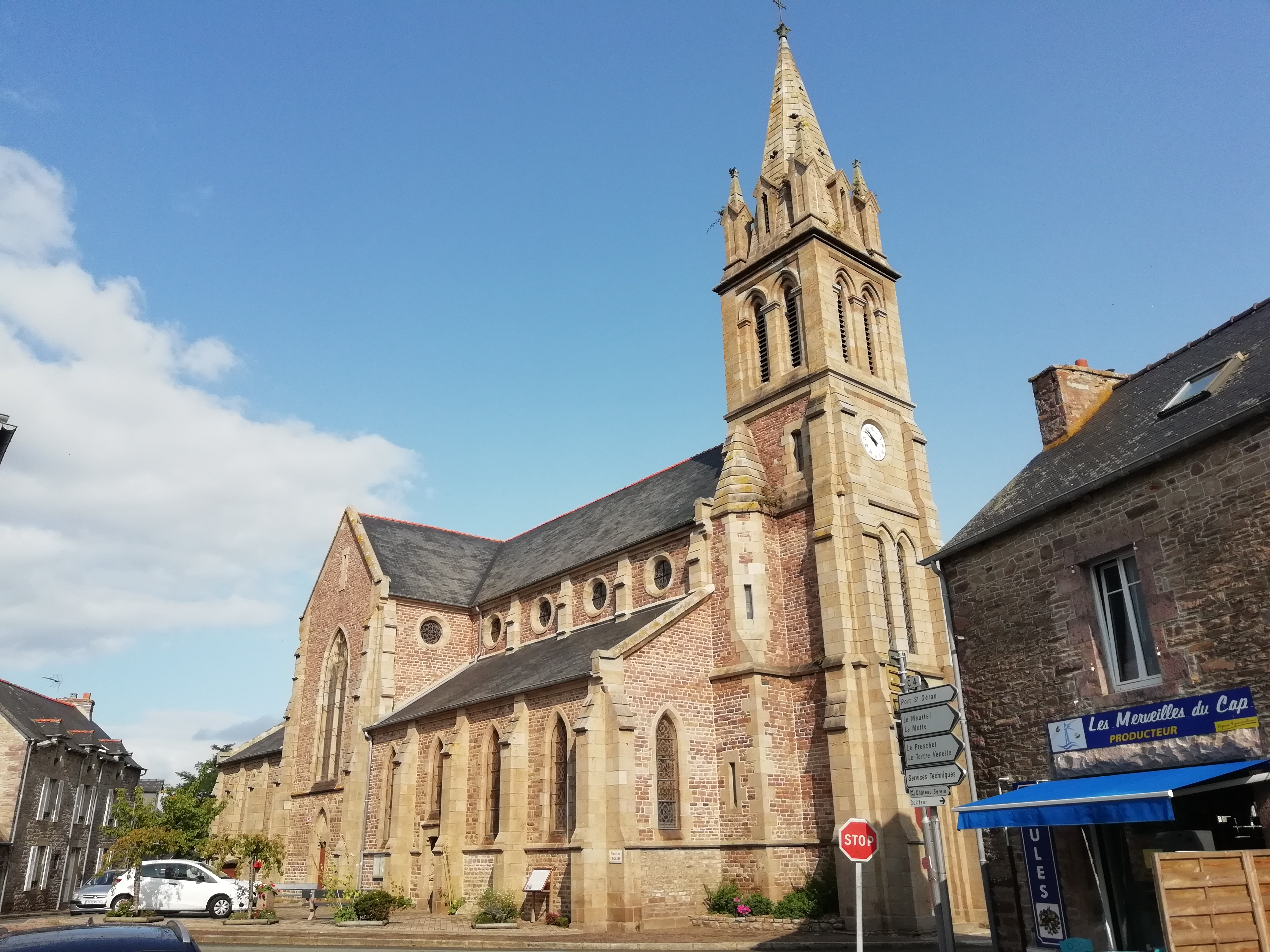
Kirche Saint-Pierre in Plévenon

Die Kirche im neogotischen Stil wurde 1886 eingeweiht. Sie steht auf dem Platz der früheren Kirche aus dem 12.–14. Jahrhundert. Diese war zu baufällig und machte Platz für den Neubau aus Sandstein und Granit, der nach Westen ausgerichtet ist, in Richtung des offenen Meeres. Und nicht, wie in der christlichen Tradition üblich, nach Osten.
Die Kirchengemeinde setzt sich aus vielen Familien von Seefahrern zusammen. So dient eine große Muschel aus der Umgebung direkt nach dem Eingang als Weihwasserbecken. Und das Modell eines Dreimastschiffes hängt von der Decke des Kirchenschiffes.

## Baudenkmäler
Siehe: Liste der Monuments historiques in Plévenon